# Matthias Claes
Matthias Claes (15 maart 1995) is een Belgisch handbalspeler. 

## Levensloop
Claes begon op zesjarige leeftijd met handballen. Tot zijn veertiende combineerde Claes handbal met voetbal en speelde hij onder meer in de jeugd van KV Mechelen, waar hij doelman was.
Op zijn zestiende debuteerde hij in de jeugdkern van HB Putte. Sinds 2016 komt hij uit voor het Haachtse HC AtomiX als linkerhoek-speler in de Be-Ne League. Sinds 2022 is hij aanvoerder van dit team.